# So Far
So Far från 1963 är ett musikalbum med Eje Thelin Quintet. Albumet belönades med OrkesterJournalens ”Gyllene skivan” 1963. So Far återutgavs på cd 1989 av EMI. 

## Låtlista
Låtarna är skrivna av Eje Thelin om inget annat anges.
1. So Far – 7:27
2. Lament (J.J. Johnson) – 8:06
3. Fast – 4:21
4. It Could Happen to You (Jimmy Van Heusen/Johnny Burke) – 11:16
5. Folk Song – 8:03

## Medverkande
- Eje Thelin – trombon
- Ulf Andersson – tenorsax
- Joel Vandroogenbroeck – piano
- Roman Dylag – bas
- Rune Carlsson – trummor